# Les Machines de Dieu
Les Machines de Dieu (titre original : The Engines Of God) est un roman de science-fiction (space opera) de Jack McDevitt publié en 1994. Il constitue le premier roman de la série Les Machines de dieu.

## Résumé
Les extraterrestres existent. Leurs traces ont été trouvées sur Japet, une lune de Saturne. Au XXIIIe siècle, l'humanité a découvert le secret du voyage interstellaire. Elle s'élance à la découverte de la galaxie et des races extraterrestres qui la peuplent. Parmi eux, « les Bâtisseurs de Monuments » ont laissé partout dans l'espace des œuvres monumentales.
Une entreprise privée est chargée de terraformer la planète Quraqua. Priscilla Hutchins est chargée d'évacuer une équipe d'archéologues qui étudiait une civilisation extraterrestre disparue depuis plusieurs siècles. Quraqua, comme la Terre, a été visité par les Bâtisseurs. De retour sur Terre, elle va découvrir certains indices qui la mettront sur leurs traces. Elle va réunir son équipe d'archéologues pour se lancer à la poursuite de ces mystérieux bâtisseurs.

## Personnages
- Priscilla « Hutch » Hutchins : c'est le personnage principal de la série. Elle est présente dans tous les romans de la série. Elle est le pilote du vaisseau interstellaire RNA Winckelman pour le compte de l'Académie des sciences et de la technologie.